# Hartmut Wolff
Hartmut Wolff (Oldemburgo, 6 de noviembre de 1941 - 4 de febrero de 2012) fue un historiador alemán.
Wolff estudió Historia, Filología clásica y Arqueología en Erlangen, Friburgo y Colonia. En 1972 se graduó en la Universidad de Colonia, con una tesis sobre la Constitutio Antoniniana. Desde 1978 trabajó como investigador y profesor en Colonia. En 1980 accedió a la cátedra de Historia Antigua de la Universidad de Passau, donde permaneció hasta su jubilación en 2007. Wolff fue miembro correspondiente del Instituto Arqueológico Alemán. Sus investigaciones y trabajos se centraron en la historia de Roma, sobre todo de las provincias romanas, la administración y los diplomas militares de la Antigua Roma
En 1997 fue nombrado caballero de la Orden del Santo Sepulcro de Jerusalén.

## Obras
- Die Constitutio Antoniniana und Papyrus Gissensis 40 I, 1976.[3]
- Junto con Werner Eck: Heer und Integrationspolitik. Die römischen Militärdiplome als historische Quelle. Böhlau, Köln [u.a.] 1986. (Passauer historische Forschungen, 2) ISBN 3-412-06686-9[4]